# Nkisi Nkondi

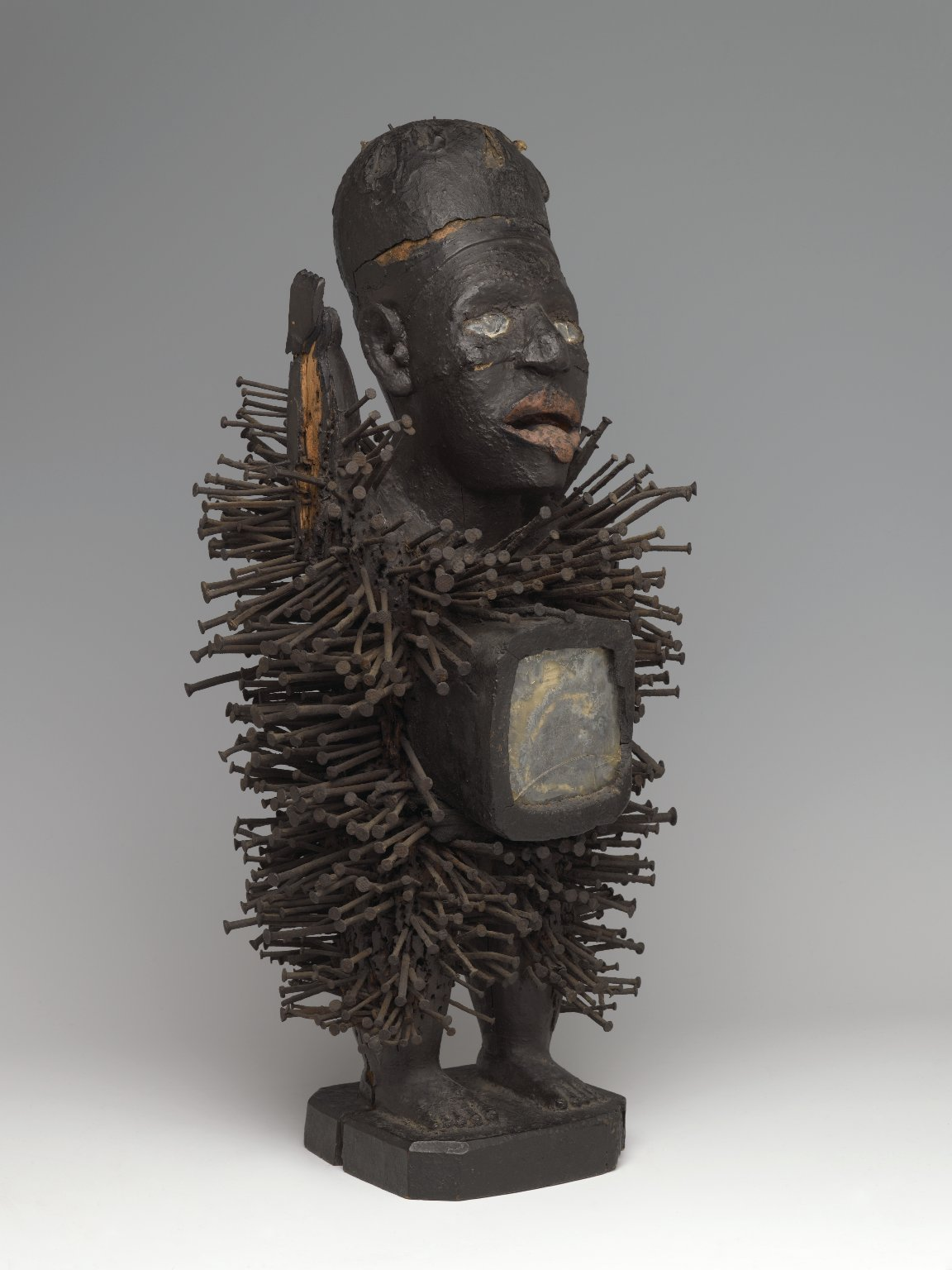
Nkisi Nkondi

Nkisi Nkondi jsou konžské dřevěné sošky v podobě člověka pobité železnými hřeby. Obsahují chyceného ducha, který vykonává záměry majitele figury, a kromě své magické funkce a širšího náboženského i společenského významu mají také vysoce ceněnou uměleckou hodnotu. Figury Nkondi jsou podmnožinou – charakteristickou agresivitou, útočností, silou – většího celku figur nazývaného Nkisi, s nejširším významem: (duchovní) léčení. Tradičních přístupů k duchovnímu léčení je v centrální Africe více a v tomto případě Nkisi Nkondi znamená objekt, v němž je chycen duch, jenž má sloužit vlastníkovi mocné figury. Duch ve figuře přebývá, ale je schopen ji při aktivaci zatlučením hřebu opustit, ulovit určenou oběť a opět se do figury vrátit. Nkisi Nkondi lze také volně přeložit jako „duch lovec“.
Nkisi může vlastnit jedinec nebo větší skupina (např. celý kmen či vesnice). Figury mají různé velikosti od 10 cm až do 150 cm. Figury v životní velikosti bývaly umisťovány u vstupu do chýše nebo ve středu vesnice. Nejčastějším tvarem dřevěné figury je podoba člověka, ale v Kongu lze u jistých etnik okrajově nalézt také Nkisi Nkondi figury ve tvaru psa se dvěma hlavami na protější straně těla (symbolizující schopnost vidět oba světy) nebo také opice. Figura člověka má obvykle ruce založené v bok na znamení napětí, agrese, nebo drží nad hlavou bojový předmět – oštěp, sekyru, nůž – na znamení útoku.